# Список умерших в 1987 году
В этой статье представлен список известных людей, умерших в 1987 году.
См. также: Категория:Умершие в 1987 году

## Январь
2 января
- Яков Рачинский (84) — советский инженер-проектировщик.

3 января
- Константин Симеонов (76) — украинский дирижёр, педагог.

5 января
- Маргарет Лоренс — канадская англоязычная писательница.
- Иван Селицкий (69) — участник Великой Отечественной войны. Герой Советского Союза.

6 января
- Дододжон Таджиев (71) — советский и таджикский учёный-филолог.

7 января
- Владимир Майборский (75) — участник Великой Отечественной войны. Герой Советского Союза.

8 января
- Яков Студенников (76) — участник Великой Отечественной войны. Герой Советского Союза.

9 января
- Григорий Казаков (73) — участник Великой Отечественной войны. Герой Советского Союза.

11 января
- Пётр Криворуцкий (77) — советский скульптор, живописец, график[источник не указан 3281 день].

12 января
- Владимир Истрашкин (70) — участник Великой Отечественной войны. Герой Советского Союза.
- Алексей Крахмаль — участник Великой Отечественной войны. Герой Советского Союза.

13 января
- Владимир Алаторцев (77) — советский шахматист, международный гроссмейстер.
- Игорь Ильинский (85) — актёр театра и кино, режиссёр, народный артист СССР (1949).
- Сергей Рубанов (72) — заслуженный учитель БССР.
- Анатолий Эфрос (61) — советский театральный режиссёр.

14 января
- Иван Мальцев (68) — участник Великой Отечественной войны, Герой Советского Союза.

15 января
- Марк Митин (85) — советский учёный-философ, публицист.
- Аркадий Хмелевский (65) — майор Советской Армии, участник Великой Отечественной войны, Герой Советского Союза.

17 января
- Игнатий Дворецкий (68) — русский советский драматург, прозаик, киносценарист.
- Вадим Скугарев (58) — советский, украинский архитектор.

18 января
- Ренато Гуттузо (75) — итальянский художник.
- Борис Попков (65) — участник Великой Отечественной войны, Герой Советского Союза.
- Константин Есауленко (76) — советский государственный и партийный деятель, председатель Исполнительного комитета Камчатского областного Совета (1956—1963)[источник не указан 3281 день].

19 января
- Фёдор Конгалёв (64) — младший лейтенант Советской Армии, участник Великой Отечественной войны, Герой Советского Союза.
- Алексей Шкулепов (77) — участник Великой Отечественной войны, Герой Советского Союза.
- Павел Можейко (75) — участник Великой Отечественной войны, Герой Советского Союза.

20 января
- Алексей Грацианский (81) — советский лётчик-испытатель, конструктор, кандидат географических наук, Герой Советского Союза.
- Михаил Протодьяконов (75) — советский учёный-горняк.

21 января
- Хасан Бектурганов (64) — советский государственный и партийный деятель, 1-й секретарь Джамбульского областного комитета КП Казахстана (1972—1983)[источник не указан 3281 день].
- Константин Павлюков (23) — военный лётчик, Герой Советского Союза.
- Иван Тюленев (71) — участник Великой Отечественной войны, Герой Советского Союза.

22 января
- Степан Жаков (73) — русский советский ученый-климатолог, доктор географических наук.

23 января
- Семён Бойченко (74) — пловец, первый советский рекордсмен мира по плаванию.
- Иван Гриб (75) — участник Великой Отечественной войны. Герой Советского Союза.

24 января
- Леонид Куколевский (65) — участник Великой Отечественной войны. Герой Советского Союза.
- Константин Фурс (51) — советский футболист, нападающий.

25 января
- Павел Козлов — участник Великой Отечественной войны, Герой Советского Союза.

26 января
- Давид Бадридзе (87) — грузинский оперный певец, народный артист Грузинской ССР.

27 января
- Николай Андреев (69) — Герой Советского Союза.
- Пётр Таранцев (63) — Герой Советского Союза.
- Эдуард Санадзе (49) — грузинский композитор и дирижёр.

28 января
- Афанасий Сазонов (71) — Герой Советского Союза.
- Анатолий Закржевский (53) — советский волейболист, игрок сборной СССР.

31 января
- Верико Анджапаридзе (89) — советская грузинская актриса театра и кино, народная артистка СССР.
- Мурат Карданов (70) — участник Великой Отечественной войны, Герой Советского Союза.

## Февраль
1 февраля
- Никита Баранов (80) — полный кавалер ордена Славы.
- Пётр Харитонов (70) — участник Великой Отечественной войны, младший лейтенант, лётчик-истребитель.

3 февраля
- Леонид Кузнецов (65) — участник Великой Отечественной войны, Герой Советского Союза.

4 февраля
- Либераче (Владзи Валентино Либераче) (67) — американский пианист, певец и шоумен, в 50-е—70-е годы XX века — самый высокооплачиваемый артист в мире.

5 февраля
- Виктор Зикеев (65) — участник Великой Отечественной войны, Герой Советского Союза.

6 февраля
- Рахман Бабаев (62) — Ветеран ВОВ, писатель, редактор, переводчик.
- Павел Жилин (73) — советский военный историк.
- Джеймс Прескотт (96) — австралийский учёный-химик.

7 февраля
- Евгений Пестов (61) — советский футболист, вратарь и тренер.

8 февраля
- Иван Булдаков (83) — советский военно-морской деятель, инженерный работник, главный инженер-механик ВМФ СССР, инженер-контр-адмирал.
- Иван Елагин (68) — русский поэт, лучший поэт второй волны эмиграции из СССР (жил в США); рак поджелудочной железы.
- Бронислава Вайс (78) — классическая цыганская поэтесса из Польши.
- Иван Кутурга — участник Великой Отечественной войны, Герой Советского Союза.
- Георгий Менюк (68) — молдавский советский писатель.

9 февраля
- Николай Толстухин (71) — участник Великой Отечественной войны, Герой Советского Союза.

11 февраля
- Марк Эштон (26) — британский гей-активист, глава молодёжного крыла Коммунистической партии Великобритании (Young Communist League) (1985—1987).

12 февраля
- Павел Волченко (72) — старший лейтенант Рабоче-крестьянской Красной Армии, участник советско-финской и Великой Отечественной войн, Герой Советского Союза.

13 февраля
- Таимбет Комекбаев — Герой Советского Союза.

14 февраля
- Дмитрий Кабалевский (82) — советский композитор.
- Лариса Пашкова (65) — советская актриса. Народная артистка РСФСР.
- Фёдор Прудников (88) — Герой Социалистического Труда.

15 февраля
- Андрей Некрасов (79) — советский писатель.

16 февраля
- Залман Горелик (78) — геолог, тектонист, организатор геологической службы Белоруссии.
- Израиль Разгон (81) — советский историк, профессор, доктор исторических наук.

17 февраля
- Наталия Варбанец (70) — советский книговед, медиевист.

18 февраля
- Виктор Жагала (75) — участник Великой Отечественной войны, Герой Советского Союза.
- Борис Коверда (79) — деятель русской «белой» эмиграции, совершивший в 1927 году покушение на полпреда СССР в Польше Петра Войкова.
- Иван Пеня (78) — капитан Рабоче-крестьянской Красной Армии, участник Великой Отечественной войны, Герой Советского Союза.

19 февраля
- Георгий Демидов (78) — автор повестей и рассказов о массовых репрессиях, друг Варлама Шаламова.

20 февраля
- Виктор Елизаров (75) — украинский советский архитектор.
- Филимон Половников (63) — Герой Социалистического Труда.
- Лев Русов (61) — русский советский живописец, график, скульптор.

21 февраля
- Пётр Григоренко (79) — генерал-майор ВС СССР.

22 февраля
- Николай Рубан (74) — советский певец оперетты, лирический тенор.
- Иван Смирнов (63) — старшина Красной армии, участник Великой Отечественной войны, полный кавалер ордена Славы.
- Энди Уорхол (58) — американский художник.

23 февраля
- Тургут Османов (59) — казахский советский дирижёр, народный артист Казахской ССР.

26 февраля
- Иван Решилин (71) — участник Великой Отечественной войны, Герой Советского Союза.

## Март
1 марта
- Дмитрий Сокольский (76) — химик, академик АН КазССР.

3 марта
- Борис Амарантов (46) — артист оригинального жанра, режиссёр.
- Никита Мещерский (81) — филолог, специалист по истории русского литературного языка, древнеславянской переводной письменности, древнерусской переводной литературы.

5 марта
- Алексей Михайлов (59) — советский и латвийский актёр. Народный артист Латвийской ССР.

6 марта
- Василий Коломасов (77) — мордовский советский писатель и поэт, драматург, переводчик.

7 марта
- Юрий Чулюкин (57) — советский кинорежиссёр, сценарист, киноактёр, автор текстов песен, народный артист РСФСР.

8 марта
- Иван Галицкий (90) — участник Великой Отечественной войны, Герой Советского Союза.
- Степан Калинин (63) — участник Великой Отечественной войны, Герой Советского Союза.
- Иван Козлов (78) — советский литературный критик.

9 марта
- Фёдор Гусев (83) — советский дипломатический деятель, чрезвычайный и полномочный посол СССР в Швеции (1956—1962).
- Тихон Жучков (64) — подполковник Советской Армии, участник Великой Отечественной войны, Герой Советского Союза.
- Серафим Парняков (74) — советский учёный в области приборостроения.

11 марта
- Митрофан Краснолуцкий (80) — участник Великой Отечественной войны, Герой Советского Союза.

13 марта
- Андрей Жиленков (70) — участник Великой Отечественной войны, Полный кавалер Ордена Славы.

15 марта
- Виктор Орешников (83) — советский живописец.
- Василий Сысоев (70) — участник Великой Отечественной войны, Герой Советского Союза.

16 марта
- Яков Солодухо — советский композитор и музыкально-общественный деятель.

17 марта
- Юозас Манюшис (76) — литовский советский государственный и партийный деятель.

19 марта
- Луи Де Бройль (94) — французский физик-теоретик, один из основоположников квантовой механики, лауреат Нобелевской премии по физике за 1929 год, член Французской академии наук (с 1933 года) и её непременный секретарь (с 1942 года), член Французской академии (с 1944 года).
- Евгений Тетерин (82) — советский актёр кино, Заслуженный артист РСФСР.

22 марта
- Василий Клюкин (80) — участник Великой Отечественной войны, Герой Советского Союза.
- Владимир Тегенцев (64) — участник Великой Отечественной войны, Герой Советского Союза.

23 марта
- Георгий Васильев (64) — полный кавалер ордена Славы.

24 марта
- Сергей Громбах (78) — советский врач, педиатр, гигиенист и историк медицины, доктор медицинских наук, профессор.

25 марта
- Станислав Воланьский (69) — польский политический и военный деятель.
- Иван Гирин (53) — Герой Социалистического Труда.
- Иван Иванов-Вано (87) — советский режиссёр, художник, сценарист, один из основателей советской мультипликации, народный артист РСФСР (1969) и СССР (1985).
- Иван Ильиных (72) — участник Великой Отечественной войны, Герой Советского Союза.

26 марта
- Иван Гром (67) — прокурор Днепропетровской области (1957—1962), государственный советник юстиции III-го класса[источник не указан 3279 дней].

28 марта
- Патрик Траутон (67) — британский актёр, знаменитый ролью Второго Доктора из сериала «Доктор Кто».

29 марта
- Константин Параконьев (66) — советский украинский актёр.
- Акакий Шанидзе (100) — грузинский филолог.

30 марта
- Пётр Гусев (82) — русский балетный деятель, хореограф, танцовщик, педагог, талантливый балетный теоретик, основатель театра.
- Анатолий Кириллов (62) — генерал-майор Советской Армии.
- Иван Мищенко (64) — капитан Советской Армии, участник Великой Отечественной войны, Герой Советского Союза.

31 марта
- Иван Оленич (67) — участник Великой Отечественной войны, Герой Советского Союза.

## Апрель
1 апреля
- Алексей Гнедов (74) — советский государственный и партийный деятель, председатель Исполнительного комитета Смоленского областного Совета (1964—1969).
- Владимир Попов (56) — советский режиссёр, художник мультипликационного кино, постановщик мультфильма «Трое из Простоквашино».

2 апреля
- Фёдор Зацепилов (62) — Герой Советского Союза.
- Вадим Очеретин (65) — русский советский писатель, публицист, журналист, редактор.

3 апреля
- Андрей Северный (73) — советский астрофизик.

4 апреля
- Иосиф Королёв (80) — Герой Советского Союза.
- Кэтрин Люсиль Мур (76) — американская писательница, супруга и соавтор Генри Каттнера.

5 апреля
- Виктор Панченко (38) — советский украинский актёр (фильмы «Не плачь, девчонка», «Ждите связного», «Если можешь, прости» и др.)[источник не указан 3279 дней].

6 апреля
- Иван Киселёв (67) — Герой Советского Союза.
- Михаил Кузнецов (73) — советский издательский деятель, заслуженный деятель культуры РСФСР.
- Захар Слюсаренко (79) — советский танкист, генерал-лейтенант танковых войск, дважды Герой Советского Союза.

7 апреля
- Павел Коршунов (80) — Герой Советского Союза.

9 апреля
- Виктор Бонч-Бруевич (64) — советский физик-теоретик.
- Михаил Мустафин (70) — Герой Советского Союза.
- Николай Сыромятников (72) — Герой Советского Союза.

8 апреля
- Андрей Гетман (83) — советский военачальник, генерал армии. Герой Советского Союза.
- Максим Горбач (68) — старшина Рабоче-крестьянской Красной Армии, участник Великой Отечественной войны, Герой Советского Союза.

10 апреля
- Николай Герасюта (67) — советский учёный в области прикладной механики.
- Владимир Кузнецов (70) — Герой Советского Союза.
- Юрий Пиляр (62) — советский писатель.
- Николай Почивалин (60) — Герой Советского Союза.
- Николай Ромадин (83) — русский советский живописец.

11 апреля
- Эрскин Колдуэлл (83) — американский писатель-прозаик, представитель реалистического направления в литературе.
- Василий Карцев (67) — советский футболист.
- Примо Леви (67) — итальянский поэт, прозаик, эссеист, переводчик.
- Михаил Ловков (76) — советский военачальник, генерал-лейтенант авиации.
- Михаил Петров (64) — советский философ, теоретик науки, культуролог, историк.

12 апреля
- Иван Меркулов (86) — Герой Советского Союза.
- Евгений Романов (67) — Герой Советского Союза.

13 апреля
- Павел Турченко (72) — Герой Советского Союза.

14 апреля
- Николай Фомин (91) — советский военный деятель, генерал-полковник артиллерии. Герой Советского Союза.
- Владимир Цыбулько (62) — советский государственный, партийный деятель.

15 апреля
- Бахаддин Мирзоев (72) — Герой Советского Союза.

17 апреля
- Григорий Коновалов (78) — советский писатель.
- Алексей Халимонов — российский историк и педагог; известный краевед.

18 апреля
- Николай Данилов (66) — советский учёный-зоолог.
- Рысбек Мырзашев (55) — кандидат в члены КПСС, комсомольский и партийный деятель.

20 апреля
- Осмонов, Чынтемир Джакшилыкович (63) — полный кавалер Ордена Славы.

21 апреля
- Алексей Бурдейный (78) — командир 2-го гвардейского Тацинского танкового корпуса 31-й армии 3-го Белорусского фронта, гвардии генерал-полковник танковых войск.
- Василий Войцехович (74) — партизан Великой Отечественной войны, майор, Герой Советского Союза.
- Ерофей Добровольский (83) — советский военачальник, генерал-лейтенант. Герой Советского Союза.

22 апреля
- Георгий Калоев (70) — Герой Советского Союза.
- Никита Ростовцев (92) — советский учёный, академик ВАСХНИЛ.

24 апреля
- Семен Разинкин (80) — Герой Советского Союза.
- Леонид Чадамба (69) — тувинский поэт, прозаик, детский писатель, переводчик и общественный деятель.

25 апреля
- Блас Рока (78) — деятель кубинского и международного коммунистического движения.
- Петер Дамберг (78) — лингвист ливского языка, ливский поэт и прозаик.

26 апреля
- Иван Морозов (62) — член КПСС, партийный деятель.
- Иван Щабельский (65) — участник Великой Отечественной войны, Герой Советского Союза.

29 апреля
- Волкан Горанов (83) — болгарский летчик и военачальник.
- Николай Дворянов (89) — во время Гражданской войны в России командовал 1-й Балаганской партизанской дивизии Северо-восточного фронта Сибири, член Коммунистической партии с 1920 года, участник Великой Отечественной войны.

30 апреля
- Владислав Титов (52) — русский советский писатель.
- Дмитрий Ольдерогге (83) — российский африканист, этнограф, историк и лингвист.

## Май
2 мая
- Владимир Валайтис (64) — советский оперный певец.
- Василий Кривуля (62) — полный кавалер Ордена славы.
- Болеслав Хоха (63) — начальник Генерального штаба вооружённых сил ПНР.

3 мая
- Далида (наст. имя Иоланда Кристина Джильотти, 54) — французская певица и актриса итальянского происхождения, родившаяся и выросшая в Египте.

4 мая
- Лев Обелов (64) — Герой Советского Союза.

5 мая
- Николай Бруевич (90) — советский учёный-механик-машиновед.
- Александр Шмидт (75) — советский живописец и педагог, член Ленинградской организации Союза художников РСФСР.

6 мая
- Борис Васильев-Кытин (63) — Герой Советского Союза.
- Наги Ильясов (67) — Герой Советского Союза.
- Дмитрий Щербин (66) — Герой Советского Союза.

7 мая
- Виктор Бочкарёв (62) — советский бригадир, передовик производства в сельском хозяйстве. Герой Социалистического Труда.
- Георгий Ковтунов — Герой Советского Союза.
- Николай Торопчин (82) — Герой Советского Союза.

8 мая
- Иван Выдрин (78) — Герой Советского Союза.
- Даниил Краснокутский (82) — генерал-майор Советской Армии, участник советско-финской и Великой Отечественной войн.

10 мая
- Пётр Мосин (75) — Герой Советского Союза.
- Максим Сергеев (60) — Герой Социалистического Труда.

11 мая
- Михаил Прохоров (71) — Герой Советского Союза.

12 мая
- Тримбол, Роберт (56) — австралийский бизнесмен, наркобарон и босс организованной преступности.
- Фролов, Николай Михайлович (62) — Герой Советского Союза.

13 мая
- Георгий Петров (75) — учёный-механик, академик АН СССР.

14 мая
- Елизавета Зарубина (86) — советская разведчица, подполковник госбезопасности.
- Жанис Липке (87) — латвийский праведник мира.
- Павел Огнёв (75) — Герой Советского Союза.
- Рита Хейворт (68) — американская актриса.

15 мая
- Ван Праг, Лайонел (78) — австралийский мотогонщик, первый в истории чемпион мира по спидвею.

16 мая
- Прокофий Нектов (75) — Герой Социалистического Труда.

17 мая
- Игнатий Дворецкий (68) — русский советский драматург, прозаик, киносценарист.

19 мая
- Джеймс Типтри-младший (наст. имя Элис (Алиса) Шелдон, 71) — американская писательница.

20 мая
- Гаджи Буганов (68) — полковник Советской Армии, участник Великой Отечественной войны, Герой Советского Союза.

22 мая
- Калистрат Бабахин (69) — Герой Советского Союза.
- Накип Сафин (66) — Герой Советского Союза.
- Николай Хрыков (63) — Герой Советского Союза.
- Василий Шипилов (79) — Герой Советского Союза.

23 мая
- Николай Лопач (65) — полковник Советской Армии, участник Великой Отечественной войны, Герой Советского Союза.
- Константин Лукашёв (80) — белорусский советский геолог, геохимик.
- Аркадий Савватеев (67) — Герой Советского Союза.

24 мая
- Лидия Мухаринская (81) — советская белорусская музыковед-фольклорист и педагог.
- Михаил Родионов (84) — Герой Советского Союза.

25 мая
- Василий Толстиков (70) — Герой Советского Союза.
- Павел Тухлин (41) — польский серийный убийца; повешен.

26 мая
- Пётр Воин (63) — полный кавалер Ордена Славы.
- Пётр Обаль (87) — украинский живописец, график и гравёр.

28 мая
- Эдуард Потапов (61) — Герой Советского Союза.

29 мая
- Михаил Борисов (86) — советский военачальник, генерал-майор.

## Июнь
1 июня
- Константин Адашевский (90) — советский российский актёр театра и кино. Народный артист СССР.
- Андрей Дудник (64) — участник Великой Отечественной войны, Полный кавалер ордена Славы.
- Пётр Наумов (71) — участник Великой Отечественной войны, Герой Советского Союза.

2 июня
- Андрес Сеговиа (94) — испанский гитарист.

3 июня
- Владимир Мезенцев (73) — советский журналист, писатель-публицист.

4 июня
- Борис Мейлах (77) — советский литературовед. Лауреат Сталинской премии второй степени.
- Натан Рапопорт (75) — скульптор.

5 июня
- Дмитрий Клебанов (79) — советский и украинский композитор.

6 июня
- Семен Жоров (64) — участник Великой Отечественной войны, Герой Советского Союза.

7 июня
- Павел Елисов (63) — участник Великой Отечественной войны, Герой Советского Союза.
- Николай Жариков (69) — советский учёный, специалист в области ракетно-космической техники.

8 июня
- Самсон Немченок (65) — участник Великой Отечественной войны, Герой Советского Союза.
- Николай Ольховиков (64) — советский российский артист цирка, народный артист СССР.

9 июня
- Рая Дунаевская (77) — американский философ левого толка российско-еврейского происхождения.
- Василий Жаворонков (81) — советский политический деятель, министр торговли СССР (1948—1953).
- Дмитрий Затула (64) — член-корреспондент АН УССР, доктор биологических наук.

10 июня
- Константин Бабенко (67) — советский математик и механик.
- Николай Скоробогатов (63) — советский актёр театра и кино.

12 июня
- Виктор Дьяков (83) — русский советский актёр, режиссёр, педагог, заслуженный артист Казахской ССР.

14 июня
- Александр Иваньков — полный кавалер ордена Славы.
- Алексей Казаматов (80) — участник Великой Отечественной войны, Герой Советского Союза.
- Валентин Новожилов (78) — учёный-механик, академик АН СССР.
- Даниил Плахотник (76) — участник Великой Отечественной войны, Герой Советского Союза.

16 июня
- Юрий Авдеев (68) — художник, писатель, основатель Государственного литературно-мемориального музея-заповедника А. П. Чехова.

17 июня
- Владимир Лурсманашвили (77) — участник Великой Отечественной войны, Герой Советского Союза.

18 июня
- Георгий Нисский (84) — русский, советский художник.

19 июня
- Семен Богомолов (69) — старшина Рабоче-крестьянской Красной Армии, участник Великой Отечественной войны, Герой Советского Союза.
- Павел Смольский (56) — член КПСС, партийный деятель.

20 июня
- Леонид Харитонов (57) — советский актёр театра и кино, заслуженный артист РСФСР (1972).

22 июня
- Максим Маханёв (69) — лейтенант Советской Армии, участник Великой Отечественной войны, Герой Советского Союза.
- Фред Астер (88) — американский актёр театра и кино, танцор, хореограф и певец, звезда Голливуда.
- Иван Шумилов (68) — Герой Советского Союза.

23 июня
- Масымхан Бейсебаев (78) — советский партийный деятель, Председатель Совета Министров Казахской ССР.
- Михаил Валянский (72) — участник Великой Отечественной войны, командир пулемётного взвода 932-го стрелкового полка 252-й стрелковой дивизии 46-й армии 2-го Украинского фронта, Герой Советского Союза, младший лейтенант.
- Дмитрий Смолич (68) — советский оперный режиссёр. Народный артист СССР.
- Николай Жуковский (68) — участник Великой Отечественной войны, Герой Советского Союза.
- Павел Чупиков (73) — Герой Советского Союза.

24 июня
- Александр Анчишкин (53) — советский экономист, академик АН СССР.

26 июня
- Артур Бёрнс (83) — американский экономист и дипломат.

27 июня
- Роман Брызгалов (75) — советский работник системы образования, партийный и хозяйственный деятель.
- Елена Татаринова (90) — советский скульптор, монументалист.

28 июня
- Асрян, Арусь Арутюновна (82) — народная артистка СССР.
- Алексей Громов (75) — Герой Советского Союза.
- Григорий Романов (79) — Герой Советского Союза.

29 июня
- Алексей Суклетин (44) — советский серийный убийца и каннибал; расстрелян.

30 июня
- Николай Даниленко (65) — Герой Советского Союза.

## Июль
2 июля
- Юрий Кулагин (62) — советский учёный, психолог и дефектолог.
- Вайз Джордж Шнейвайс (81) — промышленник, предприниматель, филантроп.

3 июля
- Виола Дана (90) — американская киноактриса, снимавшаяся в эпоху немого кино.
- Василий Коваленко (67) — капитан Советской Армии, участник Великой Отечественной войны, Герой Советского Союза.
- Александр Южаков (75) — участник Великой Отечественной войны, активный участник строительства г. Братска, управляющий комбинатом «Братскжелезобетон».
- Николай Гусев (75) — советский физиолог растений.
- Исаак Фарбер (73) — советский учёный-юрист.

4 июля
- Виктор Гоголев (75) — участник Великой Отечественной войны, Герой Советского Союза.

6 июля
- Виктор Авченко (70) — советский политический деятель, председатель Исполнительного комитета Приморского сельского краевого Совета (1962—1964).
- Александр Евтушенко (74) — участник Великой Отечественной войны, Герой Советского Союза.

8 июля
- Константин Тарновский (65) — советский историк-историограф.

9 июля
- Л. Пантелеев (Алексей Иванович Еремеев) (78) — русский советский писатель, соавтор повести «Республика Шкид».
- Улас Самчук (82) — украинский писатель, журналист и публицист.

11 июля
- Аршалуйс Маргарян (62) — филолог, литературовед, доктор филологических наук.
- Ави Ран (23) — израильский футболист.

12 июля
- Иосиф Бельских (68) — участник Великой Отечественной войны, Герой Советского Союза.

13 июля
- Николай Бобро (70) — старшина Советской Армии, участник Великой Отечественной войны, Герой Советского Союза (1945).

14 июля
- Яков Дашевский (85) — советский металлург.

15 июля
- Борис Лахтин (66) — участник Великой Отечественной войны, Герой Советского Союза.
- Павел Сиволапенко (73) — участник Великой Отечественной войны, Герой Советского Союза (1945).

18 июля
- Николай Гизис (70) — полный кавалер ордена Славы.
- Анатолий Ефимов (87) — советский экономист, академик АН СССР.
- Иван Князьков (73) — участник Великой Отечественной войны, Герой Советского Союза.
- Евгений Лавренко (87) — советский геоботаник.

20 июля
- Войцех Бевзюк (85) — советский и польский военачальник, генерал-лейтенант СССР.
- Дмитрий Лелюшенко (85) — дважды Герой Советского Союза.
- Леонид Шульженко (73) — Герой Советского Союза.

21 июля
- Абид Садыков (73) — узбекский химик-органик.
- Василий Сигов (68) — Герой Советского Союза.

23 июля
- Фёдор Коньков — Герой Советского Союза.
- Борис Шабат (70) — советский математик, доктор физико-математических наук.

24 июля
- Патрик Мартин Клэнси (68) — деятель австралийского коммунистического и рабочего движения.
- Аркадий Логинов (65) — Герой Советского Союза.
- Василий Некрасов (62) — Герой Советского Союза.

26 июля
- Константин Куликов (84) — советский астроном.

28 июля
- Дмитрий Биленкин (53) — русский советский писатель-фантаст.
- Михаил Воларович (86) — советский специалист по торфу.
- Николай Домбровский (89) — основоположник научной школы в области экскаваторостроения.
- Фёдор Федоренко (79) — советский коллаборационист, охранник концентрационного лагеря Треблинка; расстрелян.

30 июля
- Ладо Давыдов (62) — участник Великой Отечественной войны, Герой Советского Союза.

31 июля
- Владимир Виноградов (63) — советский учёный, специалист по лесоведению.

## Август
1 августа
- Ян Винецкий (75) — советский татарский писатель.
- Денис Витер (81) — полный кавалер ордена Славы.
- Пола Негри (90, урожд. Барбара Аполония Халупец) — актриса польского происхождения, звезда и секс-символ эпохи немого кино.

2 августа
- Георгий Ильяшенко (69) — Герой Советского Союза.

3 августа
- Иван Миколайчук (46) — советский украинский актёр, режиссёр, сценарист;
- Йонас Стасюнас (67) — литовский советский оперный певец;

4 августа
- Фаиг Мамедов (57) — общественный и научный деятель, доктор сельскохозяйственных наук, профессор.
- Нафтула Халфин (65) — советский историк, доктор исторических наук;

5 августа
- Анатолий Папанов (64) — советский актёр; народный артист СССР (1973);
- Михаил Рязанский (78) — советский учёный и конструктор в области ракетно-космической техники.
- Николай Стольников (71) — Герой Советского Союза.

6 августа
- Николай Иванов (75) — советский историк, профессор исторического факультета ЛГУ.
- Николай Турков (74) — Герой Советского Союза.

7 августа
- Алексей Смирнов (70) — Герой Советского Союза.

8 августа
- Михаил Дагаев — советский астроном, педагог и популяризатор науки.

9 августа
- Алексей Алдошин (74) — Герой Советского Союза.

10 августа
- Ракель Торрес (78) — американская киноактриса.

11 августа
- Михаил Овсянников (71) — советский философ и педагог.

13 августа
- Василий Романов (77) — Герой Советского Союза.

14 августа
- Николай Анисимов (66) — полный кавалер ордена Славы.

15 августа
- Шукур Бурханов (76) — узбекский советский актёр театра и кино;
- Джордж Микеш (75) — английский писатель-юморист венгерского происхождения (по другим данным[каким?], умер 30 августа);

16 августа
- Андрей Миронов (46) — русский актёр театра и кино; инсульт;

17 августа
- Трифон Башта (83) — основоположник отечественной машиностроительной гидравлики;
- Рудольф Гесс (93) — один из ближайших сподвижников Гитлера, проведший 46 лет в заточении;

19 августа
- Гавриил Коновалов — советский военно-морской деятель, контр-адмирал.

20 августа
- Леонид Жегалов (74) — Герой Советского Союза.

22 августа
- Виктор Чекмарёв (76) — советский актёр, заслуженный артист РСФСР;

23 августа
- Дидье Пирони (35) — французский автогонщик, вице-чемпион Формулы-1 (1982);
- Дмитрий Ефимов (62) — Герой Социалистического Труда.
- Михаил Стрельцов (50) — белорусский прозаик, поэт, эссеист, переводчик.

25 августа
- Андрей Землянов (63) — Герой Советского Союза.
- Боррис Фадюшин (71) — Герой Советского Союза

26 августа
- Георг Виттиг (90) — немецкий химик-органик, лауреат Нобелевской премии по химии (1979);

27 августа
- Виктор Беляков (64) — советский учёный в области криогенной и вакуумной техники.

Викторий Шварцман — советский астрофизик.
28 августа
Иван Королёв (76) — Полный кавалер Ордена Славы.
Джон Хьюстон (81) — американский актёр, сценарист, режиссёр;
30 августа
Иван Аверьянов (62) — полный кавалер ордена Славы.
31 августа
Михал Борвич (75) — польский поэт, прозаик, публицист, мемуарист, историк польского еврейства.

## Сентябрь
1 сентября
- Эфраим Кузнецов (74) — участник Великой Отечественной войны, начальник штаба 1270-го стрелкового полка 385-й стрелковой дивизии 49-й армии 2-го Белорусского фронта, майор.
- Александр Петелин (73) — участник Великой Отечественной войны, Герой Советского Союза.

2 сентября
- Александр Коваленко (77) — советский политический деятель, 1-й секретарь Оренбургского областного комитета КПСС (1964—1980), дважды Герой Социалистического Труда.
- Сергей Кудряшов (66) — участник Великой Отечественной войны, Герой Советского Союза.

3 сентября
- Василий Кочетов (72) — участник Великой Отечественной войны, Герой Советского Союза.
- Александр Надирадзе (73) — советский конструктор-ракетчик, специалист в области прикладной механики и машиностроения, учёный.
- Виктор Некрасов (76) — русский писатель.
- Сергей Савостьянов (79) — участник Великой Отечественной войны, Герой Советского Союза.
- Синкен Хопп (82) — норвежская писательница, поэтесса, драматург.

5 сентября
- Александр Кибальников (75) — советский скульптор.

6 сентября
- Феодосий Космач (84) — полковник Советской Армии, участник Великой Отечественной войны, Герой Советского Союза.

7 сентября
- Гордон Голлоб (75) — немецкий лётчик-ас Второй мировой войны.
- Жиокондо Диас (73) — деятель бразильского и международного коммунистического движения.

8 сентября
- Григорий Безуглов (80) — участник Великой Отечественной войны, Герой Советского Союза.
- Сергей Жемайтис (78) — советский писатель-фантаст, редактор.

9 сентября
- Мухамеджан Ерлепесов (75) — советский государственный и партийный деятель, 1-й секретарь Южно-Казахстанского областного комитета КП(б) Казахстана (1947—1952)[источник не указан 3275 дней].
- Алексей Корчагин (73) — полный кавалер ордена славы.

10 сентября
- Бен Говард-Бейкер (95) — английский спортсмен.
- Алексей Пронин (88) — советский военачальник.

11 сентября
- Михаил Водяной (62) — артист оперетты и кино, руководитель Одесского театра музыкальной комедии.
- Николай Лянцев (66) — полный кавалер ордена Славы.
- Пётр Плешаков (65) — министр радиопромышленности СССР, генерал-полковник.
- Григорий Чесак (65) — Герой Советского Союза.

15 сентября
- Василий Яковлев (74) — Герой Советского Союза.

16 сентября
- Тохтахун Бахтыбаев (64) — советский казахский актёр и танцор.

17 сентября
- Владимир Басов (64) — советский актёр театра и кино, режиссёр, народный артист СССР.
- Муса Гареев (65) — советский военный лётчик, участник Великой Отечественной войны, дважды Герой Советского Союза.
- Андрей Сердюков (79) — Герой Социалистического Труда.
- Михаил Сохин (69) — участник Великой Отечественной войны, Герой Советского Союза.

18 сентября
- Борис Хавин (61) — советский журналист, редактор-составитель справочной литературы по Олимпийским играм.

19 сентября
- Михаил Юдович (76) — советский шахматист, международный мастер.

20 сентября
- Иван Мейлус (74) — Герой Советского Союза.

21 сентября
- Иван Лошак (76) — Герой Советского Союза, участник Великой Отечественной войны.
- Ширин Шукюров (77) — Герой Советского Союза.

22 сентября
- Дмитрий Осин (74) — Герой Советского Союза.
- Дмитрий Прилюк (68) — советский публицист, писатель.

23 сентября
- Боб Фосс (60) — американский кинорежиссёр, хореограф, сценарист.
- Иван Голубничий (64) — Герой Советского Союза.
- Павел Чернышёв (75) — Герой Советского Союза.

25 сентября
- Абба Ковнер — израильский поэт и прозаик, подпольщик вильнюсского гетто.
- Борис Мирошниченко (76) — советский дипломат, Чрезвычайный и полномочный посол.

26 сентября
- Николай Дрикалович (74) — капитан Рабоче-крестьянской Красной Армии, участник Великой Отечественной войны, Герой Советского Союза.
- Семён Старухин (71) — советский учёный, специалист в области машиностроения, кандидат технических наук, соавтор изобретения «Зубчатая роликовая передача».

27 сентября
- Витольд Гинтовт (65) — советский танкист-ас, механик-водитель танка Т-34 в Великой Отечественной войне, Герой Советского Союза.
- Игнатий Карпезо (88) — советский военачальник, генерал-лейтенант.
- Антон Шапурма (76) — румейский поэт и переводчик. Член союза писателей Украины.

30 сентября
- Альфред Бестер (73) — американский журналист, редактор и писатель-фантаст.

## Октябрь
2 октября
- Александр Моисеев (67) — участник Великой Отечественной войны, Герой Советского Союза.
- Алексей Ян (79) — советский актёр, заслуженный артист РСФСР.

3 октября
- Жан Ануй (77) — французский драматург и сценарист.

5 октября
- Владимир Акимов (34) — советский ватерполист, заслуженный мастер спорта СССР.
- Мейндерт Нимейер (85) — нидерландский шахматный композитор, коллекционер и издатель шахматной литературы.
- Пётр Прилуцкий (77) — полный кавалер ордена Славы.

6 октября
- Натан Аксельрод (82) — пионер израильского кино, оператор, сценарист, режиссёр.
- Бетт Дейвис (81) — американская актриса, одна из величайших актрис в истории Голливуда.
- Фёдор Курочкин (61) — советский хозяйственный, государственный и политический деятель, первый секретарь Троицкого райкома КПСС, Челябинская область, Герой Социалистического Труда.

8 октября
- Матвей Пинский (71) — Герой Советского Союза.

9 октября
- Виктор Лисневский (79) — полный кавалер ордена Славы.

10 октября
- Анатолий Ляденко (64) — старшина Рабоче-крестьянской Красной Армии, участник Великой Отечественной войны, Герой Советского Союза.
- Пётр Синчуков (67) — Герой Советского Союза.

11 октября
- Пётр Сокур (76) — советский офицер, один из первых Героев Советского Союза в Великую Отечественную войну.

12 октября
- Фахри Корутюрк (84) — 6-й президент Турции (1973—1980).
- Альфред Лэндон (100) — американский республиканский политический деятель, 26-й губернатор штата Канзас, кандидат в президенты США от Республиканской партии (1936, занял второе место вслед за * Франклином Делано Рузвельтом).

14 октября
- Николай Сазонов (76) — Герой Советского Союза.
- Николай Цыплухин (68) — Герой Советского Союза.

17 октября
- Руби Дэндридж (87) — американская актриса.

18 октября
- Филип Левин (87) — американский врач-иммуногематолог и серолог.

19 октября
- Алексей Компаниец (71) — Герой Советского Союза.
- Александр Серый (59) — советский кинорежиссёр.
- Кирилл Трофимов (66) — Герой Социалистического Труда.

20 октября
- Андрей Колмогоров (84) — советский математик, автор школьных учебников по математике.
- Иван Румянцев (84) — Герой Советского Союза.
- Игорь Стаценко (69) — советский военнослужащий, генерал-майор ракетный войск стратегического назначения, участник Великой Отечественной войны.

21 октября
- Иван Гниломедов (67) — Герой Советского Союза.
- Пётр Миллер (77) — Герой Советского Союза.
- Сальме Роотаре (74) — советская, ранее эстонская, шахматистка, международный мастер.
- Игорь Чернат (20 или 21) — советский серийный убийца и насильник; расстрелян.

22 октября
- Антон Австрийский (86) — австрийский эрцгерцог из Тосканской ветви династии Габсбург-Лотарингских.
- Иван Лихачёв (65) — Герой Советского Союза.
- Лино Вентура (68) — французский актёр итальянского происхождения.
- Андрей Старостин (80) — советский футболист, защитник. Заслуженный мастер спорта СССР.

23 октября
- Михаил Великий (80) — директор совхозов по выращиванию хмеля, Украинская ССР.
- Самуэль Глусберг (89) — аргентинский и чилийский писатель и издатель.
- Никита Канаев (80) — советский якутский учёный, кандидат филологических наук.
- Леонид Сандалов (87) — советский военачальник, генерал-полковник.
- Иван Федченко — Герой Советского Союза.

24 октября
- Григорий Андреев (92) — Герой Советского Союза.

27 октября
- Григорий Козлов (73) — советский режиссёр-мультипликатор, художник-постановщик и художник-мультипликатор.
- Василий Миловатский (75) — Герой Советского Союза.
- Александр Ямщиков (64) — Герой Советского Союза.

29 октября
- Алексей Зарицкий (76) — белорусский советский поэт и переводчик.

31 октября
- Юрий Исламов (19) — командир отделения 186-го отдельного отряда специального назначения; погиб в ходе Афганской войны.
- Олег Онищук (26) — Герой Советского Союза; погиб в ходе Афганской войны.

## Ноябрь
1 ноября
- Андрей Варюхин (87) — участник Великой Отечественной войны, Герой Советского Союза.

2 ноября
- Ножери Чонишвили (61) — актёр, народный артист РСФСР.
- Григорий Ткачёв (72) — участник Великой Отечественной войны, Герой Советского Союза.

3 ноября
- Гарегин Бебутов (82) — советский государственный и партийный деятель, литературовед, журналист.

4 ноября
- Александр Коваленко (77) — советский государственный и партийный деятель.

5 ноября
- Эдуард Багдасарян (64) — армянский советский композитор, педагог.
- Элимелех-Шимон Рималт (80) — израильский политик, депутат кнессета.

6 ноября
- Зоар Аргов — популярный израильский певец
- Екатерина Таубер (83) — поэтесса, прозаик, критик.
- Якуб Чанышев (95) — советский военачальник, генерал-лейтенант.

7 ноября
- Николай Любезный (70) — участник Великой Отечественной войны, Герой Советского Союза.

8 ноября
- Борис Гольдштейн (64) — советский скрипач-вундеркинд, германский музыкальный педагог.
- Евгения Ханаева (66) — советская актриса театра и кино, народная артистка СССР (1987).
- Пётр Манаков (72) — участник Великой Отечественной войны, Герой Советского Союза.

9 ноября
- Леонид Газов (89) — советский государственный и партийный деятель, 1-й секретарь Краснодарского краевого комитета ВКП(б) (1938—1939).

10 ноября
- Михаил Царёв (83) — советский актёр театра и кино, театральный режиссёр.

11 ноября
- Егор Асташин (69) — участник Великой Отечественной войны, Герой Советского Союза.
- Иван Максимов (63) — участник Великой Отечественной войны, Герой Советского Союза.

12 ноября
- Валерий Беликов (62) — советский военачальник, генерал армии.
- Анатолий Суров (77) — русский советский драматург, театральный критик.
- Иван Тарасевич (82) — Герой Социалистического труда.

13 ноября
- Сергей Бесчастный (68) — майор Рабоче-крестьянской Красной Армии, участник Великой Отечественной войны, Герой Советского Союза.
- Константин Никифоров (71) — участник Великой Отечественной войны, Герой Советского Союза.

14 ноября
- Пятрас Гришкявичюс (63) — литовский советский партийный деятель.
- Степан Тихомиров (72) — участник Великой Отечественной войны, Герой Советского Союза.

15 ноября
- Салам Кадырзаде (64) — азербайджанский писатель.
- Роман Щербаков (69) — советский и российский учёный-математик, доктор физико-математических наук, профессор.

18 ноября
- Константин Брехов (69) — участник Великой Отечественной войны, Герой Советского Союза.
- Михаил Фомичёв (76) — участник Великой Отечественной войны, Герой Советского Союза.

19 ноября
- Анатолий Передреев (54) — русский советский поэт.

20 ноября
- Владимир Мавродин (79) — советский историк, профессор исторического факультета ЛГУ.
- Григорий Сметанин (69) — участник Великой Отечественной войны, Герой Советского Союза.
- Тони Уотерс (59) — австралийский хоккеист (хоккей на траве), вратарь. Бронзовый призёр летних Олимпийских игр 1964 года.

21 ноября
- Георгий Передельский (74) — советский военачальник. Маршал артиллерии.
- Андрей Рыбкин (67) — участник Великой Отечественной войны, Герой Советского Союза.

23 ноября
- Семен Латухин (78) — участник Великой Отечественной войны, Герой Советского Союза.

25 ноября
- Николай Миоков (71) — участник Великой Отечественной войны, Герой Советского Союза.
- Андрей Спирин (69) — участник Великой Отечественной войны, Герой Советского Союза.

28 ноября
- Василий Ситников (72) — русский художник, живописец и график.
- Евгений Стамо (75) — советский архитектор, народный архитектор СССР.

29 ноября
- Константин Иванов (65) — участник Великой Отечественной войны, Герой Советского Союза.

30 ноября
- Джеймс Болдуин (63) — американский романист, публицист, драматург, активный борец за права человека; автор одного из первых гей-романов «Комната Джованни» (1956).
- Лев Кертман (70) — российский историк, основатель пермской исторической школы по проблемам рабочего движения и истории культуры зарубежья.
- Алексей Ковалёв (74) — лейтенант Советской Армии, участник Великой Отечественной войны, Герой Советского Союза.
- Фёдор Лагунов (72) — полный кавалер ордена славы.

## Декабрь
1 декабря.
- Демьян Ермаков (72) — полный кавалер ордена Славы.
- Андрей Щукин (69) — Герой Советского Союза.

2 декабря
- Донн Фултон Айзли (57) — пилот ВВС США, позднее астронавт НАСА.
- Яков Зельдович (73) — советский физик.

3 декабря
- Евгений Толстиков — Герой Советского Союза.

4 декабря
- Арнольд Лобель (54) — американский автор детских книг.
- Рубен Мамулян (90) — американский кино- и театральный режиссёр армянского происхождения.

5 декабря
- Леонид Димов (61) — румынский поэт и переводчик.
- Александр Исачёв (32) — белорусский художник, график.
- Николай Скрипко (85) — советский военачальник, маршал авиации.

6 декабря
- Михаил Марьин — советский офицер, генерал-майор инженерных войск.
- Вейкко Пакаринен (77) — финский гимнаст, призёр Олимпийских игр.

7 декабря
- Николай Гугнин — лётчик-ас, Герой Советского Союза, штурман авиационного полка, полковник.
- Григорий Кулак (72) — полный кавалер ордена Славы.
- Борис Степанов (74) — советский физик, академик Академии наук БССР.

8 декабря
- Иван Берлов (73) — полный кавалер ордена Славы.

9 декабря
- Иван Бейда (71) — Герой Советского Союза.

10 декабря
- Владимир Раковский (87) — советский специалист по торфу; доктор химических наук, профессор, член-корреспондент АН БССР.
- Борис Чагин (88) — советский философ.
- Яша Хейфец (86) — американский скрипач.

12 декабря
- Яков Гегузин (69) — учёный-физик, автор фундаментальных исследований в области высокотемпературных процессов в реальных кристаллах.

15 декабря
- Сеит Абдураманов (73) — полный кавалер ордена Славы.
- Богумил Ржиха (80) — чешский детский писатель и сценарист.

16 декабря
- Анатолий Ерлаков (32) — советский государственный и партийный деятель, председатель СМ Чувашской АССР (1955—1962).
- Павел Смоляков (84) — полный кавалер ордена Славы.

17 декабря
- Иван Ковалёв (74) — белорусский ученый в области прикладной электроники и радиотехники.
- Аркадий Райкин (76) — советский актёр, юморист; народный артист СССР (1968), Герой Социалистического Труда.
- Иван Савенко (63) — русский советский живописец.

19 декабря
- Мурат Айтхожин (48) — специалист в области молекулярной биологии и биохимии, академик Академии наук КазССР.
- Аркадий Берестнев (68) — участник Великой Отечественной войны, полный кавалер ордена Славы.
- Владимир Василенко (90) — советский терапевт, полковник медицинской службы.
- Александр Фадеев (76) — Герой Советского Союза.

20 декабря
- Михаил Волков (66) — Герой Советского Союза.
- Нарелл Келлнер (53) — австрийская шахматистка.

21 декабря
- Владимир Ковалёв (37) — Герой Советского Союза.

22 декабря
- Вера Бодяжина (82) — советский учёный-медик, доктор медицинских наук, профессор.
- Лидия Князева (62) — советская актриса, народная артистка СССР.

23 декабря
- Николай Муцкий (62) — полный кавалер ордена Славы.

25 декабря
- Харун Чочуев (68) — Герой Российской Федерации.

27 декабря
- Николай Литвинов (80) — актёр, режиссёр, один из ведущих советских мастеров радиовещания для детей.
- Степан Попель (80) — польский и американский шахматист украинского происхождения.

28 декабря
- Сергей Антонов (76) — советский государственный и партийный деятель, министр промышленности мясных и молочных продуктов СССР.

29 декабря
- Филипп Буланин (83) — советский государственный и партийный деятель, 2-й секретарь Актюбинского областного комитета КП(б) Казахстана (1937—1938).
- Янина Жеймо (78) — советская киноактриса.
- Аркадий Хренов (87) — советский военачальник, генерал-полковник инженерных войск (1944), Герой Советского Союза.

30 декабря
- Ирина Стешенко (89) — украинская советская театральная актриса.

31 декабря
- Евгений Гуров (90) — советский актёр театра и кино, режиссёр.
- Пётр Злочевский (80) — украинский, советский живописец, педагог.
- Лидия Князева (62) — советская актриса, народная артистка СССР.
- Василий Хильчук (66) — Герой Советского Союза.
- Александр Черёмухин (72) — Герой Советского Союза.

## Не имеющие точных дат
- София Барвашёва (89) — член КПСС, деятель МВД СССР.
- Михаил Константинов (89) — член КПСС, партийный деятель, репрессирован и после реабилитации вышел на пенсию.
- Марта Куске (95) — член КПСС, государственный деятель.
- Клавдия Остроухова-Бронштейн (93) — член КПСС, научный сотрудник ряда институтов.
- Галина Полянская (93) — член КПСС, партийный деятель.